# Quabri de l'Isle
Quabri de l'Isle (né le 1er juin 2004) est un étalon de robe alezan brûlé, appartenant au stud-book du Selle français, monté en saut d'obstacles par le cavalier brésilien Pedro Veniss. C'est un fils de Kannan.

## Histoire
Quabri de l'Isle naît le 1er juin 2004 à l'élevage d'Étienne Poisson, à Saint-Marcouf dans le Cotentin, près d'Utah Beach. Son éleveur assure que Quabri était un poulain splendide dès ses premiers jours. À la fin de l'année 2004, il est élu champion suprême des poulains de toutes races à Saint-Lô : il sait déjà marcher en licol et présente des allures de grande qualité.
Peu après ce championnat, Quabri est vendu au marchand de chevaux Patrick Bizot, qui le confie à Denis Brohier. Ce dernier s'occupe du débourrage de Quabri, assurant qu'il s'agit d'un futur crack. Le jeune cheval est entraîné au saut d'obstacles par Alexandre Saliba, Simon Body et Benjamin Devulder, pour le Cycle classique des jeunes chevaux de 4 ans. Il y termine 4 parcours sans fautes sur 5.
Il poursuit sa formation à 7 et 8 ans, débutant en concours de saut international 2 étoiles (CSI2*) avec le cavalier luxembourgeois Nicolas Mignon. Il est alors repéré et acheté par le milliardaire ukrainien Alexander Onyshchenko, qui le monte durant 5 concours sans succès. Ce dernier le confie à Ulrich Kirchhoff. Quabri est alors longuement travaillé l'année de ses neuf ans, sans sortir en concours, et décroche sa première victoire internationale au CSI3* de Munich. 
Il est qualifié pour les Jeux olympiques d'été de 2020 à Tokyo. Il est mis à la retraite juste après cette compétition.

## Description
Quabri de l'Isle est un étalon de robe alezan brûlé, inscrit au stud-book du Selle français. Il mesure 1,70 m. Il est réputé pour la beauté de son modèle, sa souplesse et sa facilité. Il dispose également de très gros moyens à l'obstacle, et d'un bon galop. En revanche, il est parfois jugé trop lourd et manquant de sang.

## Palmarès
- 2016 : 16e individuel aux Jeux olympiques d'été de 2016 à Rio de Janeiro[1]

## Origines
Quabri de l'Isle est un fils de l'étalon Kannan et de la jument Dinastie de l'Isle, par Socrate de Chivre. L'élevage de l'Isle a démarré en 1951 à partir de la jument Demi-sang Hollandaise.